# Agaotingis
Agaotingis is een geslacht van wantsen uit de familie van de Tingidae (Netwantsen). Het geslacht werd voor het eerst wetenschappelijk beschreven door Carl John Drake in 1954.

## Soorten
Het genus bevat de volgende soorten:

- Agaotingis ania Drake & Ruhoff, 1965
- Agaotingis australis (Montrouzier, 1864)
- Agaotingis pindai Guilbert, 2002